# آبارما
آبارما (نام علمی: Abarema) نام یک سرده از زیرخانواده کهوریان است.
آبارما یک جنس که در جنگل‌های قلمرو نو گرمسیری از راسته حبوبات، خانواده باقلاییان است. آن‌ها در مکزیک و بولیوی رشد و نمو می‌کنند. بیشتر گونه‌های این جنس در جنگل‌های حوزه رودخانه آمازون در گویان پراکنش دارند.